# Gurmençon
Gurmençon – miejscowość i gmina we Francji, w regionie Nowa Akwitania, w departamencie Pireneje Atlantyckie.
Według danych na rok 1990 gminę zamieszkiwały 763 osoby, a gęstość zaludnienia wynosiła 256 osób/km² (wśród 2290 gmin Akwitanii Gurmençon plasuje się na 540. miejscu pod względem liczby ludności, natomiast pod względem powierzchni na miejscu 1538.).